# Adrapsa angulifascia
Adrapsa angulifascia là một loài bướm đêm trong họ Noctuidae.